# Kraka (plaats)
Kraka is een dorp in het district Para in Suriname.
Het ligt langs de Martin Luther Kingweg, halverwege tussen Paramaribo en Brownsweg, en langs de verbindingsweg naar Zanderij.
In Kraka bevindt zich Politierecreatieoord, waar onder meer nieuwe rekruten worden opgeleid voor het Korps Politie Suriname. Ook bevinden zich in deze omgeving andere recreatieoorden en campings.